# District de Makó
Le district de Makó (en hongrois : Makói járás) est un des 7 districts du comitat de Csongrád en Hongrie. Créé en 2013, il compte 44 612 habitants et rassemble 15 localités : 13 communes et 2 villes dont Makó, son chef-lieu.
Cette entité existait déjà plusieurs fois auparavant. Elle s'appelait "district central" (Központi járás) au sein du comitat de Csanád. Le district de Makó est apparu lors de la réorganisation comitale de 1950. Il a été supprimé en 1978.

## Localités
- Ambrózfalva
- Apátfalva
- Csanádalberti
- Csanádpalota
- Földeák
- Királyhegyes
- Kiszombor
- Kövegy
- Magyarcsanád
- Makó
- Maroslele
- Nagyér
- Nagylak
- Óföldeák
- Pitvaros